# Demons (James Morrison)
Demons è un singolo del cantautore britannico James Morrison, pubblicato il 4 settembre 2015 come primo estratto dal quarto album in studio Higher Than Here.

## Video musicale
Il videoclip mostra il cantante andare in giro per la città ed entrare in un bar. Nel video inoltre compaiono persone duplicate, ovvero la prima ha gli occhi normali e la seconda li ha da demone.

## Classifiche
| Paese            | Posizione più alta |
| ---------------- | ------------------ |
| Belgio (Fiandre) | 59                 |